# Johann Heinrich Werner
Johann Heinrich Werner (* 22. Januar 1684 in Bamberg; † 28. November 1752 in Amberg) war ein deutscher römisch-katholischer Geistlicher.

## Leben
Johann Heinrich Werner wuchs in Bamberg auf und wählte die geistliche Laufbahn. Im November 1715 präsentierte ihn das Bamberger Stift St. Jakob als Stadtpfarrer auf die Pfarrei St. Martin in Amberg; 1716 wurde er Dekan.
Im Jahr 1719 wurde Werner zum kurfürstlich bayerischen Regierungsrat ernannt. 
Werner förderte den Kartoffelanbau, teilte Kartoffeln aus, schulte über die Kartoffel und verhalf der Kartoffel dazu, in der Oberpfalz Volksnahrungsmittel zu werden.
Johann Heinrich Werner begründete im Jahre 1732 die Waisenhausstiftung in Amberg und ließ das erste Waisenhaus errichten, das bis ins Jahr 1966 als solches genutzt wurde. Eine Gedenktafel am alten Waisenhaus in der Waisenhausgasse in Amberg erinnert daran. Dann erfolgte ein Neubau und die Umbenennung in Johann Heinrich Werner Haus. Die Jugendhilfeeinrichtung wurde im Jahre 2000 geschlossen und anschließend in ein Seniorenheim der Schwesternschaft Wallmenich Haus vom BRK umgewandelt. 
Die Pfarrei St. Martin Amberg hatte Johann Heinrich Werner bis zu seinem Tod inne.
Sein Grab mit Epitaph befindet sich in der Kirche St. Martin vor dem Seitenaltar der Hl. Helena.

## Nachleben
Von der Stadt Amberg wurde im Dreifaltigkeitsviertel nach ihm die Wernerstraße benannt.
An die Förderung der Kartoffel als Volksnahrungsmittel durch Johann Heinrich Werner erinnert in Amberg der Kartoffelbrunnen im Innenhof zwischen Hallplatz und Spitalgraben.